# 霹雳-2导弹
霹雳-2导弹是中国的一种近程空对空导弹，仿制自由苏联引进的К-13導彈，并在1980年前后根据美制AIM-9E逆向研究改进并迭代为霹雳2乙型导弹。现已退役。

## 发展历史

### K—13导弹引进
1961年3月30日，中苏双方在莫斯科签订合同，苏联颁发米格-21F-13战斗机、R-11F-300涡轮喷气发动机、К-13空对空导弹的生产许可证给中国政府。1962年，苏联向向中国提供了K—13导弹的技术资料和样品。1964年11月，中国开始进行仿制，并将其命名为“霹雳-2”，为霹雳导弹系列的第二种型号。
霹雳2型导弹分为6个舱段：
红外自动引导头、舵机舱及触发引信、非触发引信、战斗部、火箭发动机和尾翼。
导弹共有零件1075种，其中765种由012基地的202厂生产，其余部分为第三机械工业部、第四工业机械部旗下所属单位共同研制。

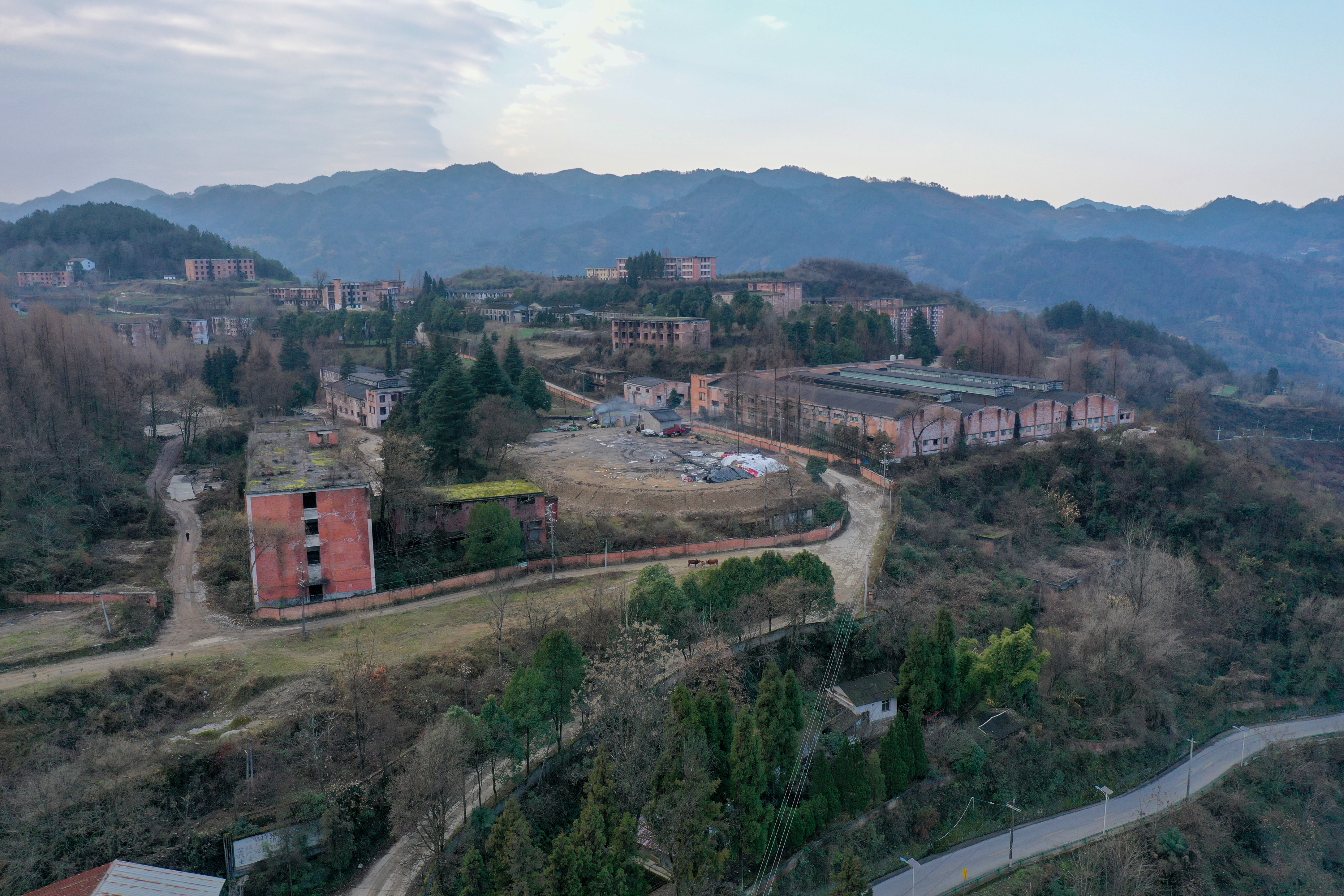
位于南郑县小南海镇的南峰机械厂（202厂）旧址，已经完全废弃。曾承担霹雳二型导弹的生产任务

导弹最初由西安844厂和248厂制造，1964年转由株洲331厂生产，1970年11月，012基地202厂在331厂协助下试制。
1967年3月至7月，导弹进行了定型试验，共发射了19发导弹。但研制中设计性能存在问题，导弹引信早炸由于当时技术实力，一直未能完全解决。
1972年7月5-7月10日，霹雳-2导弹工艺定型会议在北京召开，由空军司令部、空军后勤部、第三机械部共同主持，202南峰厂、012办事处等17个单位35人参会，对霹雳2导弹战术、技术性能和批量生产准备等问题进行了分析讨论，同意工艺定型，投入批量生产。
1972年9月2日，三机部批复202厂霹雳2号导弹出厂价格，实弹5万元／枚，模拟弹1.5万元。同年12月26日，霹雳2号导弹获得批量生产的许可。
1983年停产，共计交付2950发。

### 霹雳-2乙型导弹
霹雳2型导弹在靶场测试和军队服役中，暴露出了抗干扰能力差（太阳等红外源），红外引信早炸等问题。1976年、1977年两次靶场试射均不顺利，造成1977年生产的导弹部分返厂，空军对于产品质量和性能不满意，迫切希望更新霹雳2型导弹。
1977年，中国获得两枚美制AIM-9E空空导弹，第三机械部决定在洛阳612所进行分解测试，分析后发现，9E改动了引导头，性能比霹雳2导弹有很大提升。于此同时，在对于AIM-9E导弹的逆向研究中，发现与霹雳2型导弹有一定继承性，60%零件相同，1447项元器件有1370项可以利用已有零部件。不同部分的零件中，关键性部件有14项，重大改进在引导头上。1978年2月，三机部转发了国务院、国防工办、解放军总参谋部的批复，确定以202厂为主，吸收331厂、222厂、612所及部外部分单位参与研制改进型导弹。
1980年3月，202厂完成20发改进型导弹，4月送至空军第一基地进行靶场测试，发射5发控制舱全部正常，发射引信10发，有2发早炸，经过又一轮改进，重新研制后8月重新测试，9发引信全部正常，靶弹考核成功。
1981年4月至6月，导弹通过了“定型试验大纲”规定的所有项目考核，11月16日-19日由空军司令部科研部和三机部导弹局主持，在202厂召开了改进型空空导弹设计定型技术鉴定会，12月9日航定委发出（1981年）航定字第46号文件，正式批准霹雳2改进型导弹设计定型，同意转入小批量生产，并正式命名为“霹雳2乙”型空空导弹。主要战术技术指标基本接近于美制AIM-9E实物水平。
1982年，霹雳2乙型导弹生产153发，同年2台通用地测车也一并交付。

## 评价
由于苏联K-13导弹仿制自美国的AIM-9“响尾蛇”空对空导弹，因此AIM-9、K-13、霹雳-2型三种导弹均十分相似。导弹采用鸭式气动外形布局和模块化舱段结构，由导引头舱、舵机舱、战斗部舱、光学引信舱和发动机舱共5部分组成。导弹采用红外被动搜寻制导，载机发射导弹后即可退出攻击，不再跟踪目标。但由于导弹本身的机动性、抗干扰能力较差，载机只能从敌机后方发动攻击，不能满足现代空战的需要。

## 参看
- AIM-9“响尾蛇”导弹
- К-13导弹
- 霹靂-1飛彈
- 〇一二基地